# Mahadevapura
Mahadevapura är en ort i Indien.   Den ligger i distriktet Bangalore Urban och delstaten Karnataka, i den södra delen av landet, 1 700 km söder om huvudstaden New Delhi. Mahadevapura ligger 888 meter över havet och antalet invånare är 135 597.
Terrängen runt Mahadevapura är platt, och sluttar österut. Runt Mahadevapura är det tätbefolkat, med 709 invånare per kvadratkilometer. Närmaste större samhälle är Bangalore, 10,3 km väster om Mahadevapura. Trakten runt Mahadevapura består till största delen av jordbruksmark.